# 罗子山瑶族乡
罗子山瑶族乡，是中华人民共和国湖南省怀化市辰溪县下辖的一个乡镇级行政单位。

## 行政区划
罗子山瑶族乡下辖以下地区：
罗峰村、岩坪村、刘家垅村、总山村、板粟坪村、桂林村、老屋场村、百堰溪村、黄金洞村和玉虎岭村。